# هوبير جين
هوبير جين (بالإنجليزية: Hubert Ginn)‏ هو لاعب كرة قدم أمريكية أمريكي، ولد في 4 يناير 1947 في سافانا في الولايات المتحدة.

## وصلات خارجية
- هوبير جين على موقع مرجع كرة القدم المحترفة.كوم (الإنجليزية)
- هوبير جين على موقع JustSportsStats.com (الإنجليزية)